# Ludger Heidbrink

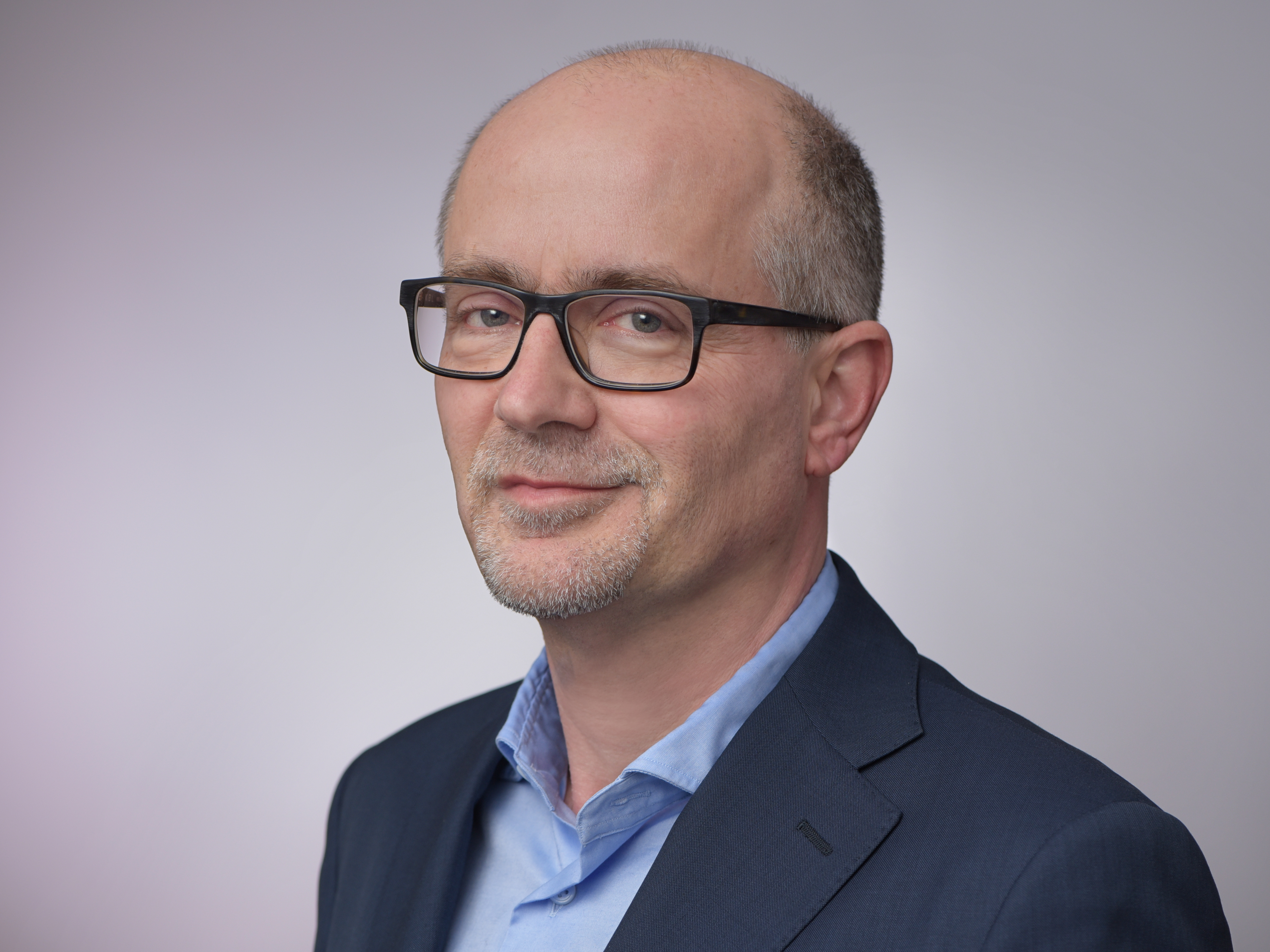
Ludger Heidbrink (2019)

Ludger Heidbrink (* 13. Juni 1961 in Bochum) ist ein deutscher Philosoph. Er ist Professor für Praktische Philosophie an der Christian-Albrechts-Universität zu Kiel. Seine Forschungsfelder umfassen neben der Philosophie der Moderne die historischen und systematischen Grundlagen der Ethik, Verantwortungstheorien, politische Philosophie, Sozialphilosophie, Unternehmens- und Konsumentenethik sowie die Disziplin der Wirtschaftsphilosophie.

## Werdegang
Heidbrink wurde in Bochum geboren und wuchs am Möhnesee auf. Nach dem Abitur in Soest studierte er Philosophie, Publizistik, Germanistik und Kunstgeschichte in Münster und Hamburg. 1992 promovierte er an der Universität Hamburg im Fach Philosophie bei Herbert Schnädelbach. Er arbeitete als Wissenschaftlicher Mitarbeiter und Lehrbeauftragter an den Universitäten Hamburg, Rostock, Lüneburg und Kiel, wo er sich 2003 im Fach Philosophie bei Wolfgang Kersting habilitierte.
Ab 2004 leitete er am Kulturwissenschaftlichen Institut Essen die Forschungsgruppe „Kulturen der Verantwortung“. 2007 wurde er am selbigen Institut zum Direktor des Center for Responsibility Research ernannt. Zwei Jahre später berief ihn die Universität Witten-Herdecke zum außerplanmäßigen Professor für Corporate Responsibility und Corporate Citizenship. Seit Oktober 2012 ist Heidbrink Inhaber des Lehrstuhls für Praktische Philosophie an der Christian-Albrechts-Universität zu Kiel (CAU). Von 2013 bis 2015 war er Gastprofessor für Corporate Responsibility & Citizenship am Reinhard-Mohn-Institut für Unternehmensführung und Corporate Governance an der Universität Witten-Herdecke.
Ludger Heidbrink ist Direktor des Kiel Center for Philosophy, Politics and Economics (KCPPE), Co-Direktor des Gustav Radbruch Netzwerks für Ethik und Philosophie der Umwelt der CAU, Vorstandsmitglied der Wertekommission e. V. für wertebewusste Führung sowie Leiter der AG Wirtschaftsphilosophie und Ethik der Deutschen Gesellschaft für Philosophie. Er ist als wissenschaftlicher Beirat des Berliner Forums für Ethik in Wirtschaft und Politik tätig und Mitglied im Ausschuss Wirtschaftswissenschaften und Ethik des Vereins für Socialpolitik. Im Oktober 2018 wurde er in das wissenschaftliche Koordinierungsgremium des Netzwerks Verbraucherforschung im Bundesministerium der Justiz und für Verbraucherforschung (BMJV) berufen.
Seit dem Wintersemester 2015/2016 bietet Heidbrink an der Christian-Albrechts-Universität zu Kiel gemeinsam mit Konrad Ott (Professor für Philosophie und Ethik der Umwelt) den interdisziplinären Master-Studiengang „Praktische Philosophie der Wirtschaft und Umwelt“ an. Der Studiengang orientiert sich am Oxforder PPE-Modell und ist mit seiner Kombination aus Wirtschaftsphilosophie und Umweltethik in Deutschland einmalig.
Er war von 2014 bis 2020 Direktor für Unternehmensethik und Konsumentenethik am Zentrum für Wirtschaftsethik des Deutschen Netzwerks für Wirtschaftsethik (DNWE).

## Forschung
In seinen frühen Forschungen beschäftigte sich Heidbrink mit dem ambivalenten Charakter des Fortschritts und der geschichts- und gesellschaftsphilosophischen Kritik der Moderne. Seine Promotionsschrift „Melancholie und Moderne. Kritik der historischen Verzweiflung“ wurde 1994 im Wilhelm Fink Verlag publiziert.
In der darauf folgenden Zeit befasste er sich vor allem mit der Frage, inwieweit sich das Verantwortungsprinzip auf komplexe soziale Prozesse übertragen lässt und wo die Grenzen der Zuschreibung von Verantwortung in funktional differenzierten Gesellschaften liegen. Seine Habilitationsschrift „Kritik der Verantwortung. Zu den Grenzen verantwortlichen Handelns in komplexen Kontexten“ wurde 2003 im Velbrück Verlag veröffentlicht.
Die Schwerpunkte seiner heutigen Forschung liegen in zwei Bereichen. Zum einen setzt sich Heidbrink mit der aktuellen Entwicklung des Liberalismus auseinander, die von der Krise des demokratischen Systems bis zur Erosion normativer Grundlagen reicht. Heidbrink sieht in dieser Entwicklung einen sukzessiven Übergang vom Liberalismus zum Postliberalismus.
Zum anderen stehen in seinen Arbeiten die Wirtschaftsethik und Wirtschaftsphilosophie im Vordergrund. Heidbrink vertritt die Position, dass wirtschaftliche Akteure die Verantwortung für die „Aufrechterhaltung der Funktionsbedingungen des Gesellschaftssystems“ tragen, „das ihnen ihre operativen Tätigkeiten ermöglicht“.

## Wirken
Heidbrink hat den Begriff der Verantwortung entscheidend geprägt. Er unterteilt ihn in vier Bereiche: „Verantwortung als Zurechnungsfähigkeit und Zuständigkeit, als folgenbasierte Legitimation, als kontextualistisches Reflexionsprinzip sowie als Struktur- und Steuerungselement“.
Heidbrink plädiert dafür, die Grenzen der Unternehmens- und Konsumentenverantwortung genauer in den Blick zu nehmen. Warum besteht in unserer Wirtschaft eine große Kluft zwischen behaupteter und tatsächlicher Verantwortungsübernahme? Welche Anreize können gesetzt werden, um Unternehmen zu einer verantwortungsvolleren Wirtschaft zu motivieren? „Worin bestehen die Chancen, aber auch die Grenzen der Mitverantwortung des Konsumenten für eine sozial- und umweltverträgliche Entwicklung der Gesellschaft“? Welche Auswirkungen haben diese Entwicklungen auf die Marktwirtschaft?
Heidbrink fordert unter anderem ein verändertes Anreiz- und Bonussystem, das sich nicht nur am bloßen Gewinn orientiert, sondern auch autonomes und verantwortungsvolles Handeln in Unternehmen einbezieht und honoriert.
Er argumentiert außerdem dafür, dass Konsumenten ähnlich wie Unternehmen eine „Consumer Social Responsibility“ besitzen, die sie zu einem nachhaltigen Alltagskonsum verpflichtet. Mit seinen Arbeiten liefert Ludger Heidbrink einen wichtigen Beitrag zur Erforschung des Verbraucherverhaltens und zur Zukunftsfähigkeit der Konsumgesellschaft.
Insgesamt vertritt Heidbrink eine dezidiert wirtschaftsphilosophische Position. Weil die Wirtschaftsethik zumeist nur den begrenzten Teil des moralischen Handelns im Auge hat, ist für Heidbrink die Wirtschaftsphilosophie die wichtigere Disziplin, da sie Fragen der Wirtschaftsethik, Wirtschaftsgeschichte, Wirtschaftsontologie, Wirtschaftssoziologie und Wirtschaftskultur miteinander verbindet. Sie fungiert als eine Art Brücke zwischen diesen Disziplinen und vermittelt zwischen ökonomischen und philosophischen Ansätzen.

## Publikationen (Auswahl)

### Monographien und Herausgeberschaften
- Melancholie und Moderne. Zur Kritik der historischen Verzweiflung. Wilhelm Fink Verlag, München 1994, ISBN 3-7705-2926-X.
- Kritik der Verantwortung. Zu den Grenzen verantwortlichen Handelns in komplexen Kontexten. Velbrück Wissenschaft Verlag, Weilerswist 2003, ISBN 3-934730-69-8.
- Ludger Heidbrink, Alfred Hirsch (Hrsg.): Verantwortung in der Zivilgesellschaft. Zur Konjunktur eines widersprüchlichen Prinzips. Campus Verlag, Frankfurt/New York 2006, ISBN 3-593-38010-2.

- Ludger Heidbrink, Alfred Hirsch (Hrsg.): Staat ohne Verantwortung? Zum Wandel der Aufgaben von Staat und Politik. Campus Verlag, Frankfurt/New York 2007, ISBN 978-3-593-38217-3.

- Handeln in der Ungewissheit. Paradoxien der Verantwortung. Kadmos Verlag, Berlin 2007, ISBN 978-3-86599-020-4.
- Ludger Heidbrink, Alfred Hirsch (Hrsg.): Verantwortung als marktwirtschaftliches Prinzip. Zum Verhältnis von Moral und Ökonomie. Campus Verlag, Frankfurt/New York 2008, ISBN 978-3-593-38639-3.
- Ludger Heidbrink, Peter Seele (Hrsg.): Unternehmertum. Vom Nutzen und Nachteil einer riskanten Lebensform. Campus Verlag, Frankfurt/New York 2010, ISBN 978-3-593-39213-4.
- Ludger Heidbrink, Imke Schmidt, Björn Ahaus (Hrsg.): Die Verantwortung des Konsumenten. Über das Verhältnis von Markt, Moral und Konsum. Campus Verlag, Frankfurt/New York 2011, ISBN 978-3-593-39537-1.
- Ludger Heidbrink, Claus Langbehn, Janina Loh (Hrsg.): Handbuch Verantwortung. Springer Verlag, Wiesbaden 2017, ISBN 978-3-658-06109-8.
- Ludger Heidbrink, Alexander Lorch, Verena Rauen: Wirtschaftsphilosophie zur Einführung. Junius, Hamburg 2019, ISBN 978-3-96060-308-5.
- Ludger Heidbrink, Sebastian Müller (Hrsg.): Consumer Social Responsibility. Zur gesellschaftlichen Verantwortung von Konsumenten. Metropolis Verlag, Marburg 2020, ISBN 978-3-7316-1439-5.
- Ludger Heidbrink, Ino Augsberg, Steffen Augsberg (Hrsg.): Recht auf Nicht-Recht. Rechtliche Reaktionen auf die Juridifizierung der Gesellschaft. Delbrück Verlag, Weilerswist 2020, ISBN 978-3-95832-207-3.
- Ludger Heidbrink, Alexander Lorch, Verena Rauen (Hrsg.): Handbuch Wirtschaftsphilosophie III. Praktische Wirtschaftsphilosophie. Springer, Wiesbaden 2021, ISBN 978-3-658-22106-5.

### Aufsätze und Beiträge
- Verantwortung statt Pflichten? Über die Grenzen von Verpflichtungen. In: Claus Langbehn (Hrsg.): Recht, Gerechtigkeit und Freiheit. Aufsätze zur politischen Philosophie der Gegenwart (Festschrift für Wolfgang Kersting). Paderborn 2006, ISBN 3-89785-557-7, S. 239–266.
- Systemverantwortung, Selbstbindung und Ethik der wirtschaftlichen Organisation. In: Thomas Beschorner, Patrick Linnebach, Reinhard Pfriem, Günter Ulrich (Hrsg.): Unternehmensverantwortung aus kulturalistischer Sicht. Marburg 2007, ISBN 978-3-89518-598-4, S. 45–66.
- Corporate Social Responsibility? Über die Grenzen unternehmerischer Verantwortung. In: Claus Langbehn, Wolfgang Kersting (Hrsg.): Moral und Kapital. Grundfragen der Wirtschafts- und Unternehmensethik. Paderborn 2008, ISBN 978-3-89785-630-1, S. 153–174.
- Die Grenzen der Verantwortung im Zeitalter der Globalisierung. In: Myriam Gerhard (Hrsg.): Oldenburger Jahrbuch für Philosophie 2009. Oldenburg 2010, S. 209–231.
- Der Verantwortungsbegriff der Wirtschaftsethik. In: Michael Aßländer (Hrsg.): Handbuch der Wirtschaftsethik. Stuttgart 2011, ISBN 978-3-476-02270-7, S. 188–197.
- Nichtwissen und Verantwortung. Zum Umgang mit nichtintendierten Handlungsfolgen. In: Claudia Peter, Dorett Funcke (Hrsg.): Wissen an der Grenze. Zum Umgang mit Ungewissheit und Unsicherheit in der modernen Medizin. Frankfurt/New York 2013, ISBN 978-3-593-39869-3, S. 111–140.
- Libertarian Paternalism, Sustainable Self-Binding and Bounded Freedom. In: Dieter Birnbacher, May Thorseth (Hrsg.): The Politics of Sustainability. Philosophical Perspectives. Abingdon/New York 2015, S. 173–194.
- Companies as Political Actors: A Positioning between Ordo-Responsibility and Systems Responsibility. In: Christoph Lütge, Nikil Mukerji (Hrsg.): Order Ethics: An Ethical Framework for the Social Market Economy. Dordrecht 2016, ISBN 978-3-319-33149-2, S. 251–278.
- Colin Crouch, Postdemokratie. In: Manfred Brocker (Hrsg.): Geschichte des politischen Denkens: Das 20. Jahrhundert. Berlin 2018, ISBN 978-3-518-29810-7, S. 945–960.
- Nudges, Transparenz und Autonomie – Eine normativ gehaltvolle Kategorisierung von Maßnahmen des Nudgings. In: Ludger Heidbrink, Andrea Klonschinski: Vierteljahresheft zur Wirtschaftsforschung. 1/2018, S. 15–25. doi:10.3790/vjh.87.1.15
- Virtue Ethics between East and West in Consumer Research: Review, Synthesis and Directions for Future Research. In: G.-S. Karimova, N. Hoffmann, L. Heidbrink, S. Hoffmann: Journal of Business Ethics. Band 165, Nr. 2, 2019, S. 255–275, link.springer.comdoi:10.1007/s10551-019-04321-6
- Artifizielle Agenten, hybride Netzwerke und digitale Verantwortungsteilung auf Märkten. In: Detlev Aufderheide, Martin Dabrowski (Hrsg.): Digitalisierung und künstliche Intelligenz. Wirtschaftsethische und moralökonomische Perspektiven. Berlin 2020, ISBN 978-3-428-15963-5, S. 67–76.
- Do consumers care about work health issues? A qualitative study on voluntary occupational health activities and consumer social responsibility. In: S. Müller, E. Kuhn, L. Heidbrink, A. Buyx (Hrsg.): Business and Society Review. 2021, S. 1–23, doi:10.1111/basr.12234